# Santiago Damián García
Santiago Damián García Correa, conocido como el Morro García, (Montevideo, 14 de septiembre de 1990-Mendoza, 4 de febrero de 2021) fue un futbolista uruguayo que jugaba de delantero. Su último club fue Godoy Cruz de la Primera División de Argentina.
Con 51 goles es el máximo goleador en la historia de Godoy Cruz en Primera División y el cuarto máximo goleador en la historia del club. Fue también el goleador de la Superliga Argentina 2017-18 con 17 tantos, convirtiéndose en el primer uruguayo en lograrlo desde Santiago Silva en el Torneo Apertura 2010. Previamente, en su Uruguay natal fue goleador del Campeonato Uruguayo 2010-11 con 23 anotaciones.

## Trayectoria
Jugó en las divisiones inferiores de Nacional y de la selección uruguaya. Debutó profesionalmente en la final de la Liguilla Pre-Libertadores de 2008 en la que Nacional enfrentó a Defensor Sporting. Ingresó a los pocos minutos del primer tiempo por Diego Vera y convirtió el gol de la victoria a los 24' del segundo tiempo. En su carrera en Nacional, se caracterizó por hacer goles trascendentales: marcó en partidos finales frente a Danubio, Defensor y Peñarol; además de goles claves en Copa Libertadores (por ejemplo, en la edición 2011 marcó todos los goles de su equipo).
Fue el goleador del Torneo Apertura 2010, convirtiendo 15 tantos en 15 encuentros disputados y logrando así una media de 1 gol por partido. Además jugó los 15 partidos, los dos primeros ingresando como suplente y los trece restantes como titular. Finalmente, se consagró goleador de la temporada 2010-11 con 23 goles, siendo el primer jugador formado en Nacional en lograr tal distinción desde el Campeonato Uruguayo de Fútbol 1986, cuando Juan Ramón Carrasco resultara goleador con once tantos. Más tarde se lo acusaría de consumir cocaína durante el transcurso de las finales del Campeonato Uruguayo.
En junio de ese año, se concretó su traspaso al Athletico Paranaense, siendo la transferencia más cara de la historia del club brasileño. García hizo su debut goleador en Paranaense el 23 de julio de 2011, convirtiendo los dos goles en la victoria 2-1 ante Botafogo. Luego de un pasaje por el fútbol de Turquía en el Kasımpaşa, retornó a Nacional a mediados de 2013. En agosto del 2014 el jugador fue transferido a River Plate de Uruguay.
El 6 de enero de 2016 fue transferido a Godoy Cruz Antonio Tomba para afrontar el torneo de Primera División de Argentina, en donde conformó una dupla de ataque con el ecuatoriano Jaime Ayoví. Su primer partido en el "Tomba" fue ante Rosario Central, mientras que su primer gol fue contra Independiente de Avellaneda en el empate 1-1 del 12 de febrero de ese año. Su primer doblete con la camiseta del "Tomba" fue ante Banfield en una agónica victoria por 3-2. Volvió a anotar en la victoria 3-1 contra Patronato de Paraná y ante Olimpo de Bahía Blanca fue el autor del único tanto del encuentro. En el Clásico Cuyano, frente a San Martín de San Juan, convirtió el único tanto del encuentro con un gol de tiro libre. Rápidamente se ganó el cariño de los hinchas de la institución. Cuando se afianzó en la institución y se volvió capitán del club, resultó curioso que le solicitara a la institución mendocina que el brazalete tuviese el escudo del Tomba pero con un fondo tricolor (rojo, blanco y azul), en honor a Nacional, club del cual era hincha.
En la segunda mitad de la primera edición de la Superliga Argentina logró convertirse en el máximo goleador de Godoy Cruz en Primera División. Sus goles y su carisma lo convirtieron en un símbolo del equipo mendocino. Durante su estadía en el club, fue tentado a ser transferido al exterior en varias oportunidades, pero siguió priorizando su gusto por permanecer en Mendoza, sitio en donde se sentía muy cómodo.

## Muerte

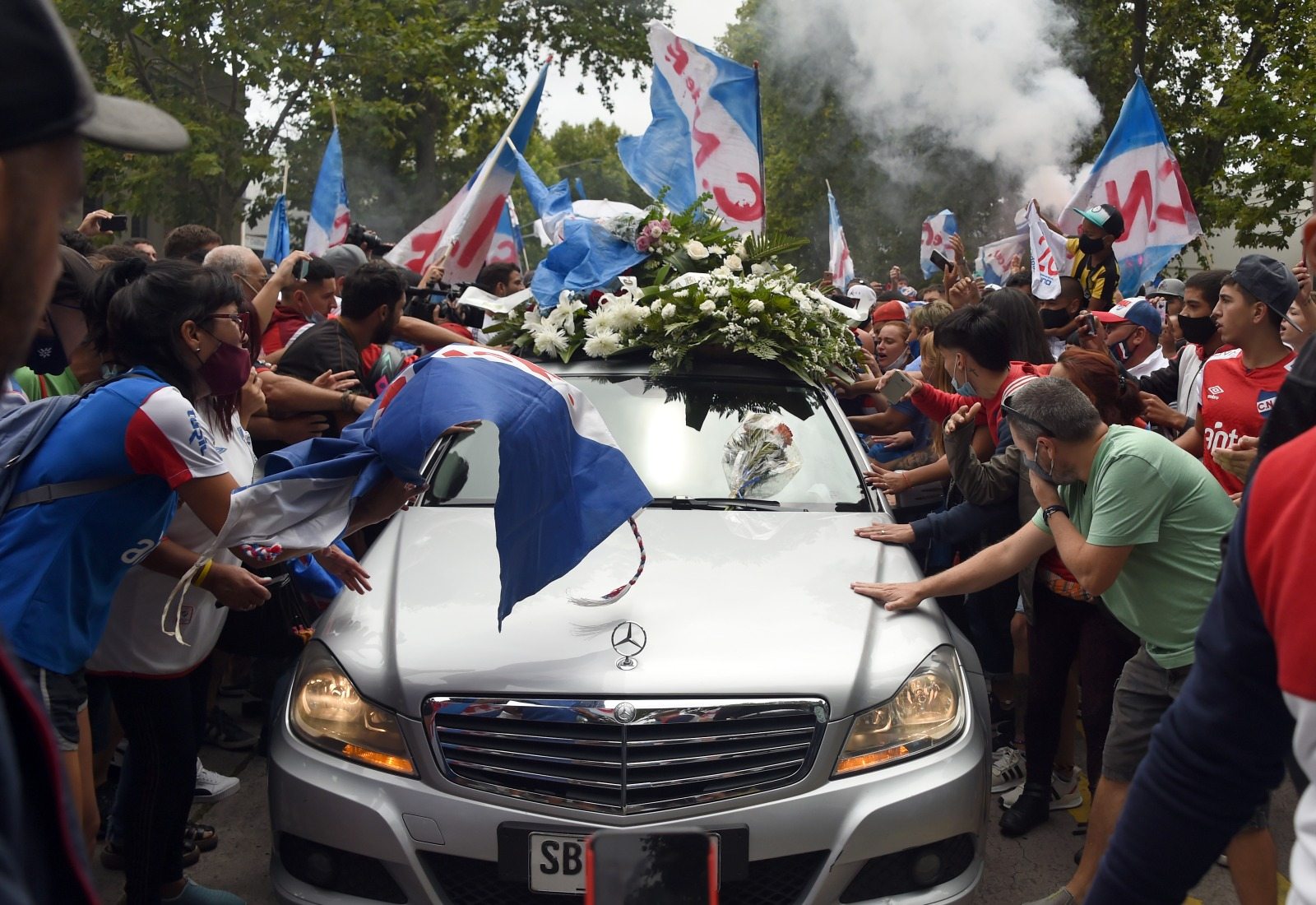
Homenaje en Uruguay.

El 6 de febrero de 2021 fue hallado muerto como consecuencia de una herida de arma de fuego autoinfligida, en su departamento de Mendoza. Previamente, García había estado en tratamiento psiquiátrico por depresión. Horas más tarde, se confirmó que la causa de su muerte fue un suicidio. Según la fiscal de la causa el hecho se produjo durante la madrugada del día jueves 4 de febrero. El jugador se encontraba apartado del plantel por motivos futbolísticos, y posteriormente fue aislado por dar positivo de covid-19.
Mientras se investigaban las causas de su fallecimiento, se supo por medio de la madre del futbolista, que el presidente de Godoy Cruz, José Mansur, le impidió rescindir contrato y retornar a Nacional, equipo con quien tenía todo acordado para incorporarse. También trascendieron duras declaraciones de algunos directivos del club, y especialmente del presidente, hacia el jugador, en el que señaló que su ciclo estaba "acabado" y que debería aguardar hasta la finalización de su contrato, a mediados de 2021. A su vez, catalogó a García como un "líder negativo". De acuerdo con el vicepresidente de Club Nacional, el futbolista tenía los pasajes adquiridos para retornar a Uruguay unos días después de su deceso.

## Homenajes

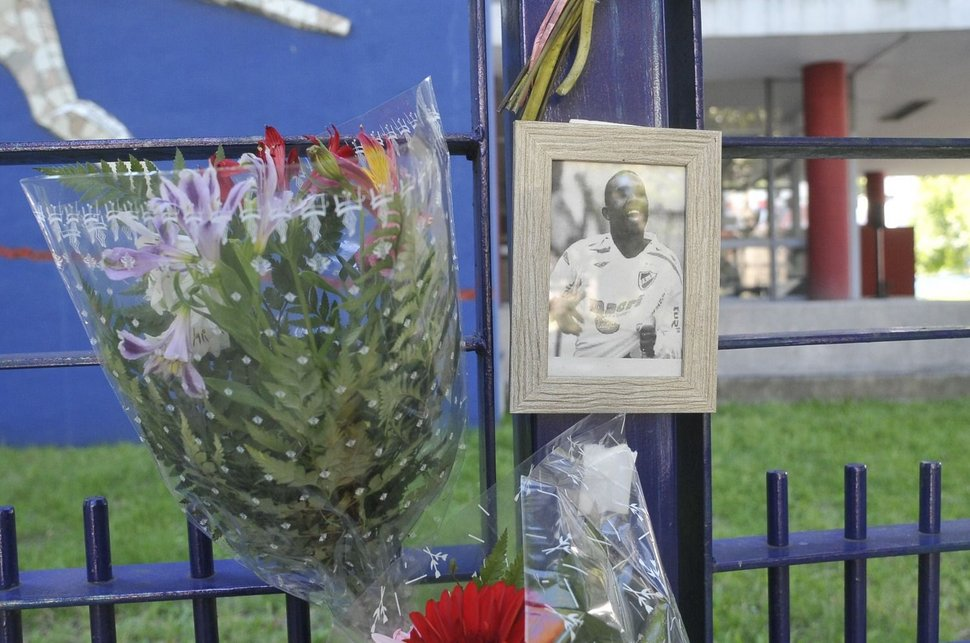
Homenaje al Morro García en la sede de Nacional

Como homenaje póstumo, el equipo Godoy Cruz realizó el retiro oficial de la camiseta número 18, la cual fue utilizada durante su estadía en el club. La afición tombina despidió sus restos, con destino a Montevideo, con un gran acompañamiento desde la sala velatoria de la ciudad mendocina de Maipú, hasta el Aeropuerto Francisco Gabrielli de la Provincia de Mendoza. A su vez, Nacional procuró velarlo en su Estadio Gran Parque Central, pero el Ministerio de Salud Pública de su país rechazó tal pedido por entender que no se ajustaba a los protocolos de emergencia sanitaria. No obstante, el cortejo fúnebre pasó por enfrente de la sede del "Bolso", en la que cientos de hinchas aguardaban para despedirlo.
Después de la noticia de su fallecimiento, varios futbolistas -entre ellos Luis Suárez y Edison Cavani- homenajearon al "Morro" con su festejo de gol tradicional.
Tuvo diversos homenajes de todos los clubes de Montevideo y Mendoza.
Otros homenajes que recibe es del futbolista Renzo Tesuri, compañero suyo en Godoy Cruz, dedicandole sus goles llevando puesta una camiseta con una foto suya estampada. Robert Ramirez, arquero del Tomba, lleva la misma camiseta en cada partido del equipo.
Durante la ceremonia de reinauguración del estadio Feliciano Gambarte el 5 de julio de 2025, Godoy Cruz le rindió un emotivo homenaje . Antes del inicio del evento, se soltaron al cielo globos blancos con el número 18 desde el centro del campo, mientras las pantallas del estadio reproducían imágenes del goleador. La voz en off instó a los presentes a mirar “al cielo y también a las pantallas (…) porque ahí juega el eterno goleador Santiago ‘El Morro’ García”, provocando una ovación espontánea de los hinchas del Tomba.

## Selección nacional
Fue internacional con la Selección de fútbol de Uruguay Sub-20, con la que disputó el Sudamericano Sub-20 en Venezuela y el Mundial Sub-20 disputado en Egipto en 2009.

### Participaciones en Copas del Mundo
| Mundial                               | Sede   | Resultado        | PJ | G |
| ------------------------------------- | ------ | ---------------- | -- | - |
| Copa Mundial de Fútbol Sub-20 de 2009 | Egipto | Octavos de final | 3  | 1 |

## Estadísticas
| Club                          | Temporada           | Liga | Liga | Copas Nacionales | Copas Nacionales | Copas Internacionales | Copas Internacionales | Total | Total | Media goleadora |
| Club                          | Temporada           | PJ   | G    | PJ               | G                | PJ                    | G                     | PJ    | G     | Media goleadora |
| ----------------------------- | ------------------- | ---- | ---- | ---------------- | ---------------- | --------------------- | --------------------- | ----- | ----- | --------------- |
| Nacional · Uruguay            | 2008/09             | 29   | 9    | -                | -                | 8                     | 1                     | 37    | 10    | 0.27            |
| Nacional · Uruguay            | 2009/10             | 29   | 10   | -                | -                | 2                     | 0                     | 31    | 10    | 0.32            |
| Nacional · Uruguay            | 2010/11             | 27   | 23   | -                | -                | 6                     | 3                     | 33    | 26    | 0.79            |
| Nacional · Uruguay            | Total               | 85   | 42   | -                | -                | 16                    | 4                     | 101   | 46    | 0.46            |
| Athletico Paranaense · Brasil | 2011                | 15   | 2    | -                | -                | 1                     | 0                     | 16    | 2     | 0.13            |
| Athletico Paranaense · Brasil | Total               | 15   | 2    | -                | -                | 1                     | 0                     | 16    | 2     | 0.13            |
| Kasımpaşa S. K. Turquía       | 2012/13             | 1    | 0    | 2                | 2                | 0                     | 0                     | 3     | 2     | 0.67            |
| Kasımpaşa S. K. Turquía       | Total               | 1    | 0    | 2                | 2                | 0                     | 0                     | 3     | 2     | 0.67            |
| Nacional · Uruguay            | 2013/14             | 14   | 0    | -                | -                | 4                     | 1                     | 18    | 1     | 0.06            |
| Nacional · Uruguay            | Total               | 14   | 0    | -                | -                | 4                     | 1                     | 18    | 1     | 0.06            |
| River Plate · Uruguay         | 2014/15             | 20   | 3    | -                | -                | 2                     | 1                     | 22    | 4     | 0.18            |
| River Plate · Uruguay         | 2015/16             | 15   | 10   | -                | -                | 0                     | 0                     | 15    | 10    | 0.67            |
| River Plate · Uruguay         | Total               | 35   | 13   | -                | -                | 2                     | 1                     | 37    | 14    | 0.38            |
| Godoy Cruz Argentina          | 2016                | 14   | 9    | -                | -                | -                     | -                     | 14    | 9     | 0.64            |
| Godoy Cruz Argentina          | 2016-17             | 21   | 7    | 3                | 0                | 1                     | 0                     | 25    | 7     | 0.28            |
| Godoy Cruz Argentina          | 2017-18             | 26   | 17   | 3                | 2                | 2                     | 0                     | 31    | 19    | 0.61            |
| Godoy Cruz Argentina          | 2018-19             | 22   | 7    | 4                | 0                | 4                     | 1                     | 30    | 8     | 0.27            |
| Godoy Cruz Argentina          | 2019-20             | 13   | 6    | 1                | 0                | 2                     | 2                     | 16    | 8     | 0.5             |
| Godoy Cruz Argentina          | 2020                | 0    | 0    | 6                | 0                | -                     | -                     | 6     | 0     | 0               |
| Godoy Cruz Argentina          | Total               | 96   | 46   | 17               | 2                | 9                     | 3                     | 122   | 51    | 0.42            |
| Total en su carrera           | Total en su carrera | 246  | 103  | 19               | 4                | 32                    | 9                     | 287   | 116   | 0.40            |

## Palmarés

### Títulos nacionales
| Título                    | Club     | Sede       | Año     |
| ------------------------- | -------- | ---------- | ------- |
| Liguilla Pre-Libertadores | Nacional | Montevideo | 2008    |
| Torneo Apertura           | Nacional | Montevideo | 2008    |
| Campeonato Uruguayo       | Nacional | Montevideo | 2008/09 |
| Torneo Apertura           | Nacional | Montevideo | 2009    |
| Torneo Clausura           | Nacional | Montevideo | 2011    |
| Campeonato Uruguayo       | Nacional | Montevideo | 2010/11 |

### Títulos regionales
| Título        | Club       | Sede    | Año  |
| ------------- | ---------- | ------- | ---- |
| Copa Vendimia | Godoy Cruz | Mendoza | 2016 |

### Distinciones individuales
| Premio                                                         | Año  |
| -------------------------------------------------------------- | ---- |
| Máximo goleador del Campeonato Uruguayo (23 goles)             | 2011 |
| Máximo goleador del Torneo Apertura (10 goles)                 | 2015 |
| Máximo goleador de la Primera División de Argentina (17 goles) | 2018 |
| Mejor delantero de la Primera División de Argentina            | 2018 |